# Мадейра (аеропорт)
Міжнародний аеропорт «Мадейра» імені Кріштіану Роналду (порт. Aeroporto Internacional da Madeira Cristiano Ronaldo) — аеропорт, розташований неподалік міста Санта-Круш за 16 км на схід від столиці провінції міста Фуншала (Мадейра), тому часто його називають «Аеропорт Фуншал». Є одним з найбільших міжнародних аеропортів у Португалії після Лісабона, Порту та Фару.
Належить державному підприємству «ANA», функціонує з 8 липня 1964 року і має одну злітно-посадкову смугу довжиною 2777 м. ЗПС належить до класу "tabletop". У зв'язку з постійним зростанням кількості пасажирів, що користуються аеропортом, у 2000 році його злітно-посадкову смугу подовжили в півтора рази до теперішніх розмірів, а саме летовище суттєво модернізували й розширили. У 2006 році кількість пасажирів становила трохи більше 2,36 млн, головним чином завдяки збільшенню кількості представництва бюджетних авіакомпаній, так званих low-cost.
23 липня 2016 року оголосили, що летовище перейменують на «Аеропорт імені Кріштіану Роналду» («Aeroporto de Cristiano Ronaldo»), однак конкретної дати перейменування не назвали. Ім'ям футболіста присвоєне летовищу 29 березня 2017 року.

## Історія

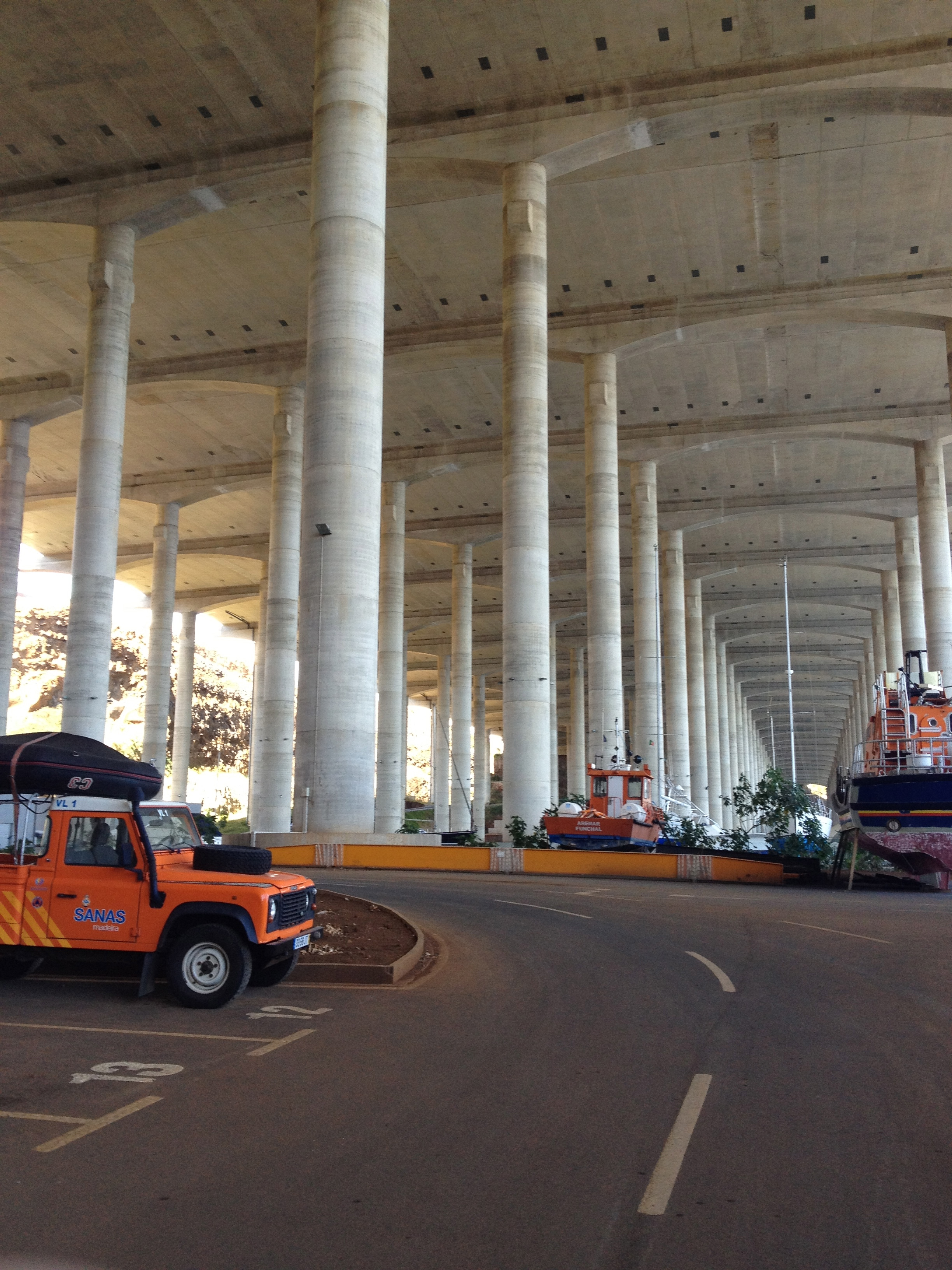
Естакада подовження ЗПС (вигляд знизу)

Аеропорт відкрили 18 липня 1964. Його злітно-посадкова смуга мала довжину 1600 метрів, при цьому — значний нахил: її північносхідний поріг мав висоту 58 м над рівнем моря, а південно-західний 42 м. На початку 1970-х прийняли проєкт розбудови аеропорту, але через фінансові причини робіт не розпочали.
У листопаді 1977 трапилася катастрофа рейсу 425 TAP. При жорстких погодних умовах екіпаж літака Boeing 727-200 при приземленні з третьої спроби не зміг вчасно загальмувати, літак викотився за межі смуги і впав зі скелі з висоти 40 метрів на берег моря. Корпус літака повністю згорів, при цьому загинула 131 людина зі 164, що були на борту. Тоді вже було прийнято рішення про термінове подовження смуги. У 1982—1985 смугу подовжили на 200 метрів.
Наступну реконструкцію закінчили 15 вересня 2000 — подовжена ЗПС (її вартість €520 млн.) збудована на високих залізобетонних палях-колонах; після цього довжина смуги сягнула 2777 метрів.
Подовження смуги при розмірах 1020 х 180 метрів має вигляд естакади, змонтованої на 180 бетонних опорах-стовпах. Опори мають 3 метри в діаметрі та до 120 метрів заввишки, з яких 59 метрів — над рівнем моря. Решта довжини розташована під землею, або на якорі на морському дні.
Пізніше будівлю на летовищі за своє оригінальне архітектурне рішення нагородили премією «IABSE Outstanding Structure Award».
Відстань від аеропорту до міста Лісабона становить 980 км, що займає в середньому 90 хв польоту.

## Авіакомпанії та напрямки

### Пасажирські
Наступні авіакомпанії виконують регулярна пасажирські перевезення до аеропорту Мадейри:
| Авіакомпанія                  | Пункт призначення |
| ----------------------------- | --- |
| Austrian Airlines             | Сезонний: Відень |
| Avion Express                 | Сезонний чартер: Вільнюс |
| Azores Airlines               | Нью-Йорк — Джон Кеннеді, Понта-Делгада                                                                                                |
| Binter Canarias               | Гран-Канарія, Порту-Санту, Тенерифе-Північний Сезонний: Фуертевентура, Лансароте, Марракеш, Тенерифе-Південний                        |
| British Airways               | Лондон-Гітроу |
| Condor Airlines               | Гамбург, Дюссельдорф, Лейпциг, Мюнхен, Франкфурт                                                                                      |
| Corendon Dutch Airlines       | Амстердам |
| easyJet                       | Берлін-Бранденбург, Бристоль, Лісабон, Лондон-Гатвік, Ліон, Манчестер, Мілан-Мальпенса, Париж-Шарль де Голль (з 3 травня 2023), Порту |
| Edelweiss Air                 | Цюрих |
| Enter Air                     | Сезонний чартер: Катовиці, Вільнюс |
| EuroAtlantic Airways          | Сезонний чартер: Каракас |
| Eurowings                     | Дюссельдорф Сезонний: Кельн, Гамбург, Прага, Штутгарт                                                                                 |
| Eurowings Discover            | Мюнхен, Франкфурт |
| Finnair                       | Сезонний: Гельсінкі |
| Iberia                        | Мадрид Сезонний: Барселона, Більбао, Валенсія (з 18 липня 2023), Малага (з 18 липня 2023), Сантьяго-де-Компостела                     |
| Jet2.com                      | Белфаст, Бірмінгем, Бристоль,Глазго, Единбург, Лідс, Лондон-Станстед, Манчестер, Ньюкасл, Східний Мідленд                             |
| Lufthansa                     | Мюнхен, Франкфурт |
| Luxair                        | Люксембург |
| Norwegian Air Shuttle         | Осло-Гардермуен Сезонний: Копенгаген                                                                                                  |
| Novair                        | Сезонний чартер: Стокгольм-Арланда |
| Ryanair                       | Бове, Бергамо, Шарлеруа, Дублін, Лісабон, Лондон-Станстед, Манчестер, Марсель, Нюрнберг, Порту                                        |
| Scandinavian Airlines         | Сезонний: Стокгольм-Арланда |
| Smartwings                    | Сезонний: Брно, Прага |
| Sundair                       | Сезонний: Берлін-Бранденбург |
| Swiss International Air Lines | Сезонний: Женева |
| TAP Air Portugal              | Лісабон, Порту |
| TAROM                         | Сезонний чартер: Бухарест |
| Transavia                     | Амстердам, Ліон, Нант, Париж-Орлі |
| TUI Airways                   | Бірмінгем, Манчестер |
| TUI fly Belgium               | Брюссель |
| TUI fly Deutschland           | Дюссельдорф, Ганновер, Мюнхен, Франкфурт, Штутгарт                                                                                    |
| TUI fly Netherlands           | Сезонний: Амстердам |
| Wizz Air                      | Катовиці, Рим-Ф'юмічіно (з 6 вересня 2023), Відень Сезонний: Варшава-Шопен, Будапешт                                                  |

### Вантажні
| Авіакомпанія | Пункт призначення |
| ------------ | ----------------- |
| Swiftair     | Лісабон           |

## Туристично-інформаційний центр
Для отримання безкоштовної туристичної інформації в аеропорту діє туристично-інформаційний центр, в якому також можна отримати мапи та брошури:
| Назва    | Назва та адреса португальською мовою                                    | Телефон            |
| -------- | ----------------------------------------------------------------------- | ------------------ |
| Аеропорт | Posto de Turismo do Aeroporto, Santa Catarina de Baixo, 9100 Santa Cruz | (+351) 291 524 933 |

## Цікаві факти
За даними туристичного журналу Travel+Leisure аеропорт «Мадейра» входить у «десятку» найнебезпечніших у світі, оскільки вимагає особливих маневрів, для вироблення яких кожен пілот спеціально тренується. Перед заходом на посадку, літак треба спрямувати на гори, а останньої миті різко повернути і зайти на посадкову смугу.

## Галерея зображень

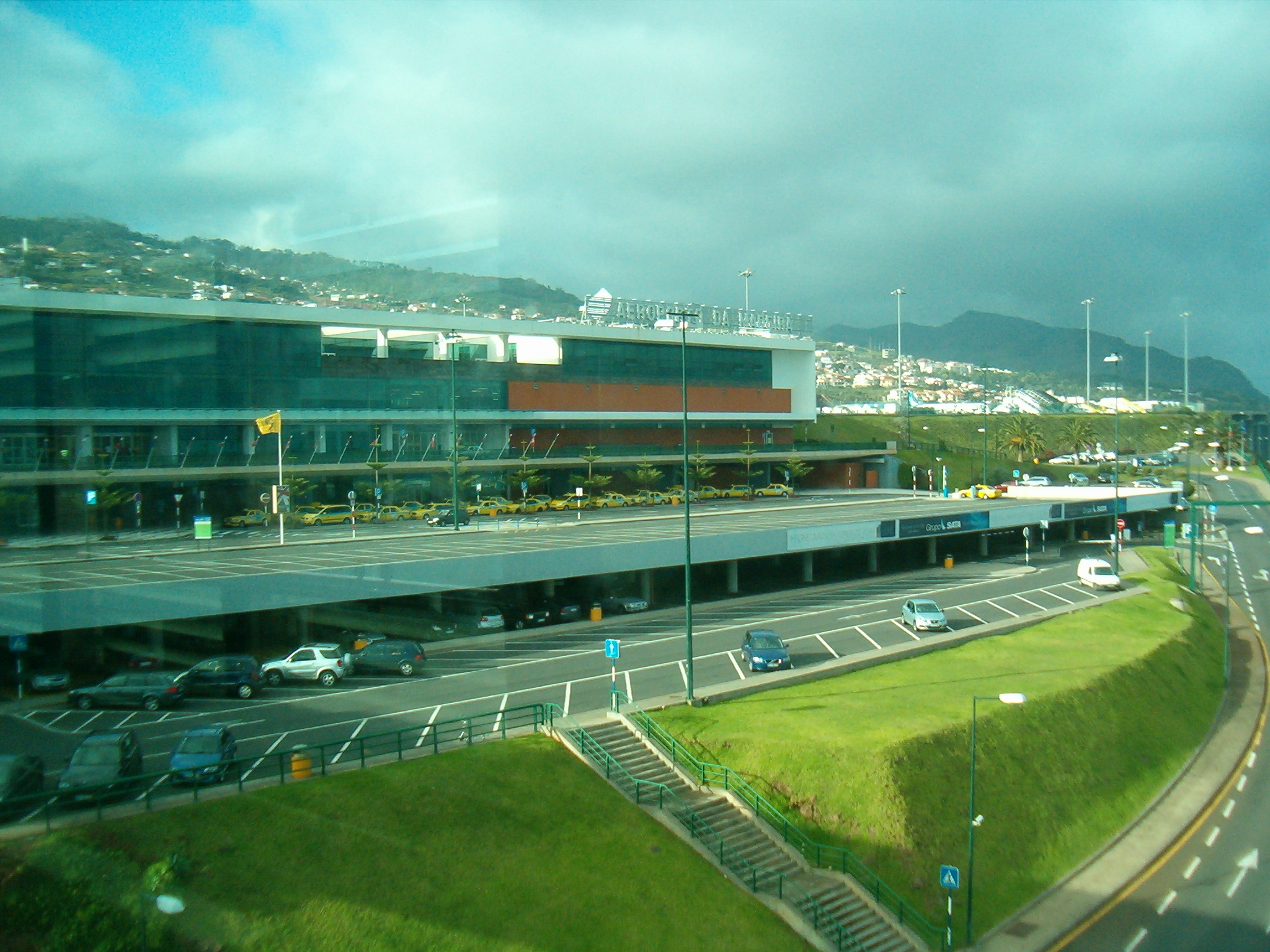
Зовнішній вигляд аеропорту
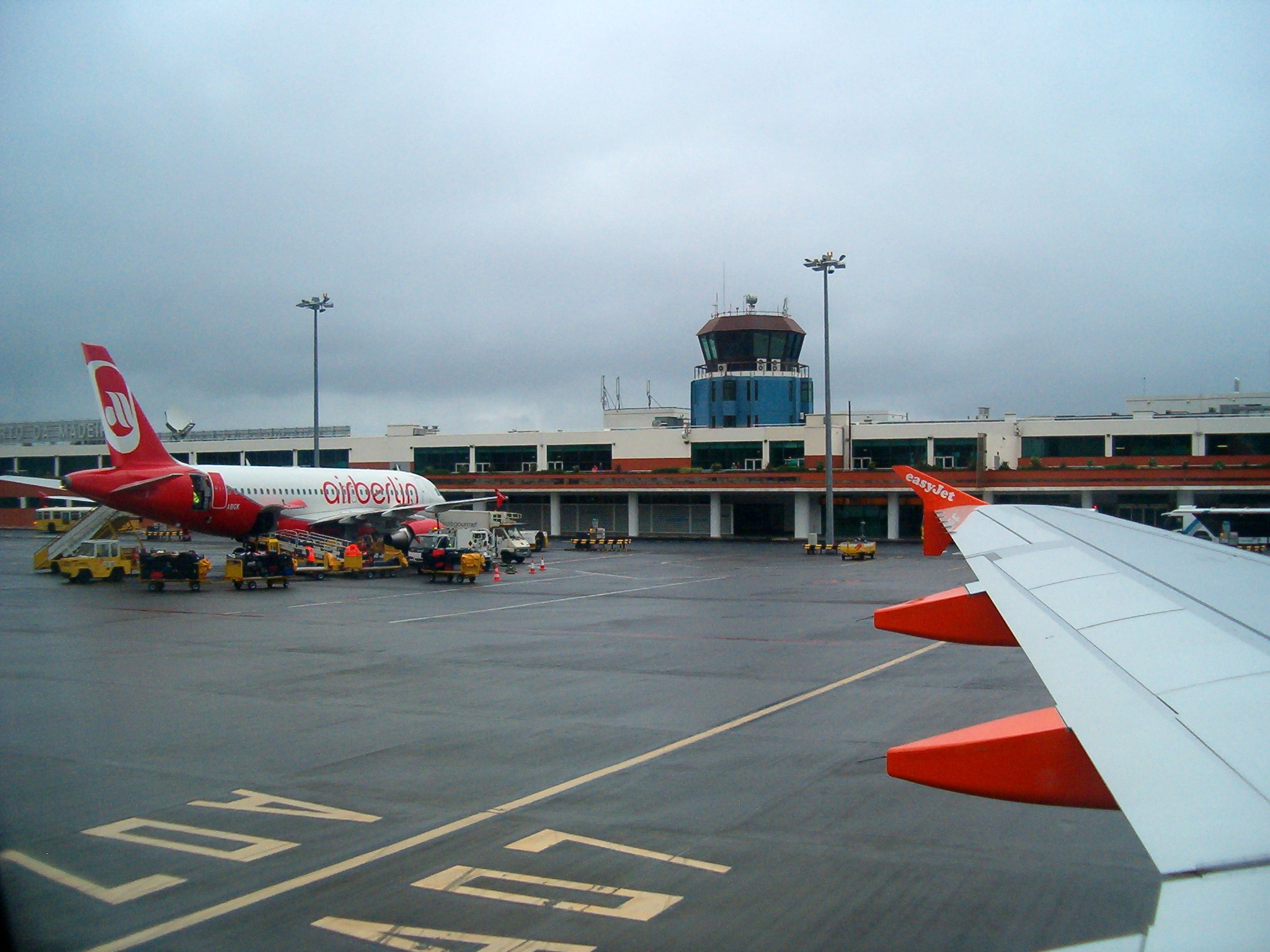
Вигляд аеропорту зсередини
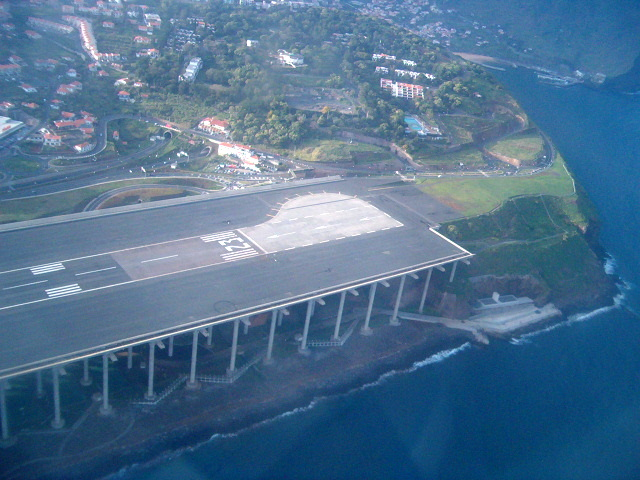
Добудована частина злітно-посадкової смуги
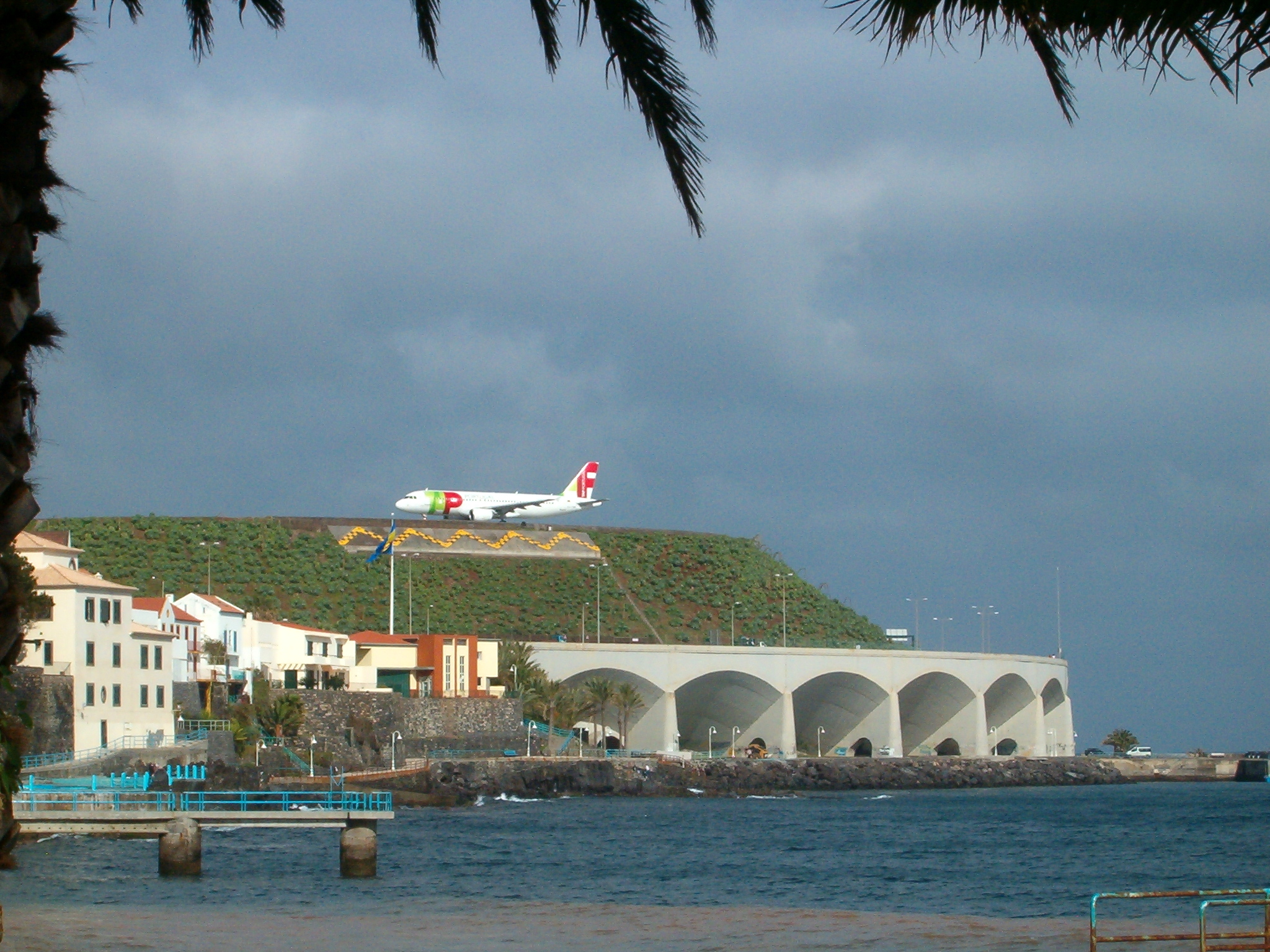
Літак португальської TAP займає злітно-посадкову смугу